# Галлиполийское сидение

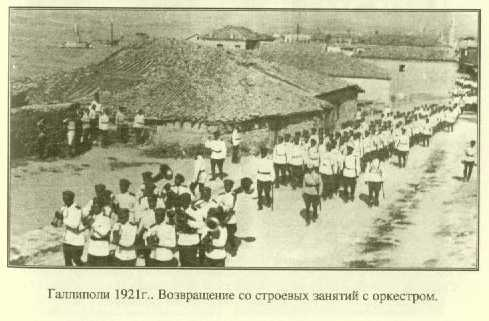

Галлиполи́йское сиде́ние (Русская армия в Галлиполи, галлиполийцы) — стояние лагерем регулярных частей Русской армии в окрестностях греческого (на то время) города Галлиполи (турецкое название города — Гелиболу). Преимущественно это были части 1-го Армейского корпуса генерала Кутепова. Войска эвакуировались из Крыма в ноябре 1920 года. Последние части покинули лагерь в мае 1923 года.

## Прибытие
В ноябре 1920 года Русская армия генерала П. Н. Врангеля — последняя вооруженная сила белогвардейцев на Юге России — эвакуировалась из Крыма в Константинополь. Всего прибыло около 130 судов разного типа и назначения, как военных, так и гражданских. На них в Константинополь из Крыма эвакуировалось почти 150 тысяч военных и беженцев.
Через две недели стоянки на рейде Константинополя после долгих препирательств с французским оккупационным командованием, армии было разрешено сойти на берег и разместить её в трех военных лагерях. Основной лагерь для регулярных частей Русской армии, которые были сведены в 1-й Армейский корпус, был разбит возле Галлиполи, на северном побережье пролива Дарданеллы, в 200 км к юго-западу от Константинополя. Два других — в Чаталадже близ Константинополя и на о. Лемнос — были предназначены для донских, терских и кубанских казаков.
22 ноября 1920 года на рейде портового городка Галлиполи встали первые русские пароходы «Херсон» и «Саратов», пришедшие из Константинополя.
Никанор Васильевич Савич, харьковчанин, известный земский деятель, депутат Государственной думы, член правительства Юга России, писал в своих воспоминаниях следующее:

Было ясно, что только поддержанием видимости военной организации можно влить в душу этих несчастных новую веру в себя и в своё назначение, заставить их подтянуться нравственно, вновь собраться с духом и поверить, что в прошлом они были правы, проливая свою кровь за Родину, и в будущем для них не все ещё потеряно… Люди, входившие в состав полков, батарей и прочих частей, после высадки невольно жались друг к другу. Они были бесприютны и беспризорны, выброшены на пустые и дикие берега, полуодеты и лишены средств к существованию. Большинство не имело ничего впереди, не знало ни языков, ни ремесла.

## Состав русской армии в Галлиполи

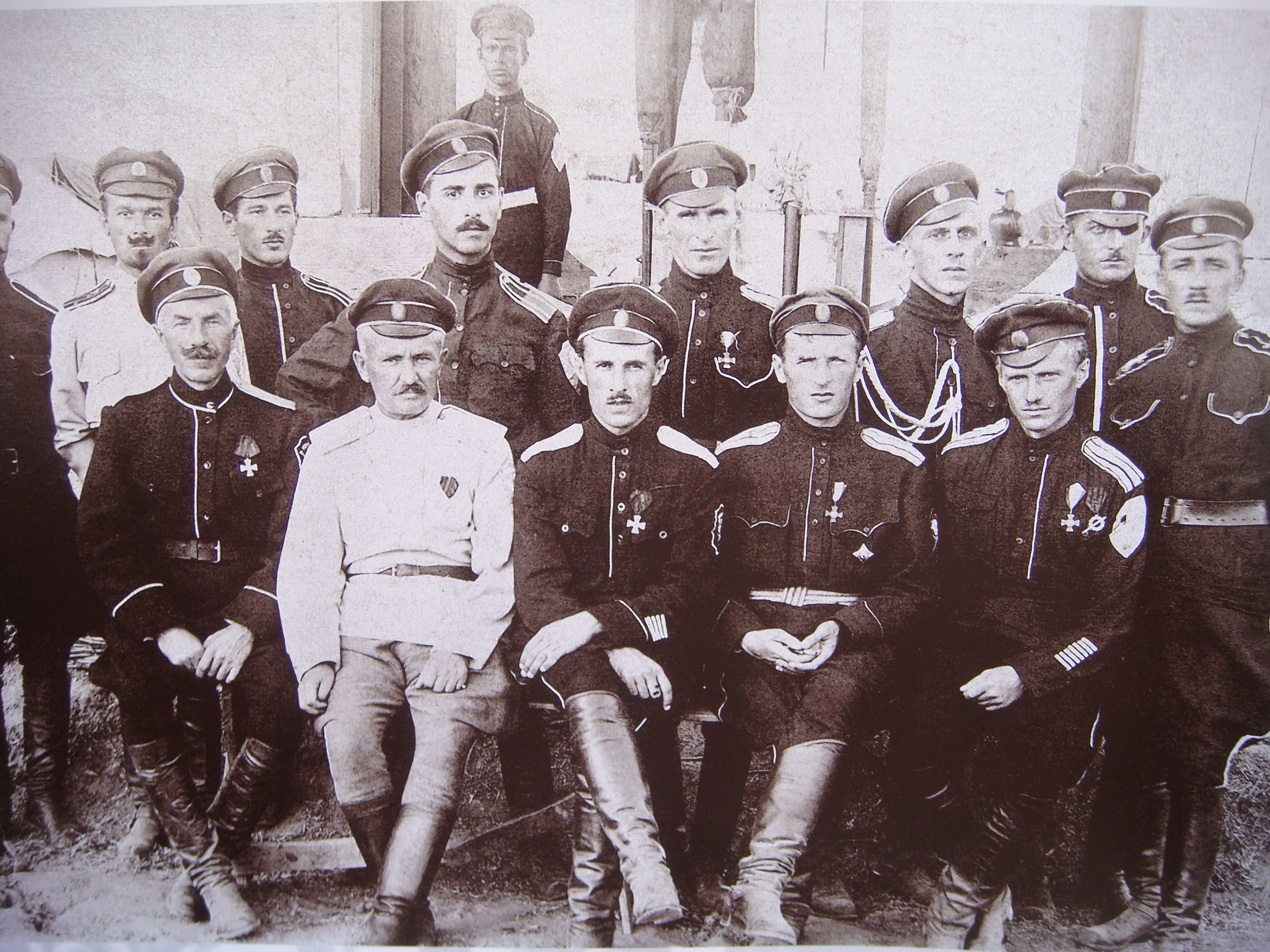
Офицеры Корниловского полка в Галлиполи

Всего в Галлиполи прибыло 26.590 человек, и за все время через лагерь для беженцев прошло 4.650, из них офицеров 1.244 и солдат 2.406, то есть ушло менее одной седьмой части корпуса.

Нельзя сказать, чтобы это прошло безболезненно: часто с уходящими старыми соратниками прощались с искренним сожалением от того, что в дальнейшем их дороги расходятся, а с солдатами, особенно из последнего пополнения пленными, расставались дружески, с благодарностью им за то, что они помогли нам в последних боях с честью их закончить.
— Материалы по истории Корниловского Ударного полка
1-й Армейский корпус к 1 января 1921 года насчитывал 25 868 человек — 9 540 офицеров, 15 617 солдат, 369 чиновников и 142 врача и санитара. Кроме того, в составе частей числилось почти 90 воспитанников — мальчиков 10—12 лет. С корпусом также находились женщины и дети, которых было соответственно 1444 и 244. Командиром корпуса был назначен генерал Александр Кутепов.
Французский комендант города заявил, что все части корпуса не могут поместиться в городе и должны расположиться в лагере, для которого отведена долина в 6 километрах от города. Генералу Кутепову подали лошадь и дали проводника для осмотра будущего лагеря в долине «роз и смерти», названной так потому, что в протекающей там маленькой речке водились ядовитые змеи и вдобавок к ним небольшие породы удавов. В долине было две небольших турецких фермы и кое-где росли деревья, а вдали возвышались горы полуострова. При виде этого у генерала Кутепова невольно вырвалось: «И это все?!» Но, как ни печальна была картина, лагерь нужно было устраивать. На второй день французы выдали палатки и немного необходимого инструмента. Сергиевское Военное Училище также расположилось в лагере в 1 км от города возле французской военной базы за заливом Хамзакой.
Корпус включал штаб (начальник — генерал-майор Борис Штейфон), 1-ю пехотную дивизию генерал-лейтенанта В. К. Витковского, 1-ю кавалерийскую дивизию генерал-лейтенанта И. Г. Барбовича. Все полки, кроме именных, были расформированы, а их личный состав влит в сохранившиеся именные «цветные» части. Также все штаб-офицеры, не получившие новых должностей, были из армии уволены. В пехотную дивизию вошли Корниловский ударный полк, Марковский и Алексеевский пехотные, Сводно-стрелковый генерала Дроздовского полк, артиллерийская бригада под командованием генерал-майора А. В. Фока. При каждом из полков был сформирован конный дивизион и инженерная рота. Кавалерийская дивизия была сформирована из регулярной кавалерии — 4 сводно-конных полка и конно-артиллерийский дивизион. В состав корпуса вошли также Технический полк и Железнодорожный батальон. Позднее были образованы учебно-офицерский кавалерийский полк и учебная артиллерийская батарея. Действовали 6 военных училищ. Из расформированных гвардейских частей был создан гвардейский отряд (до батальона). Покинувшие ряды 1-го Армейского корпуса и перешедшие на гражданское положение проживали в специальном беженском лагере, расположенным по другую сторону шоссейной дороги со стороны моря сразу за каменным мостом.

## Устройство Галлиполийского лагеря

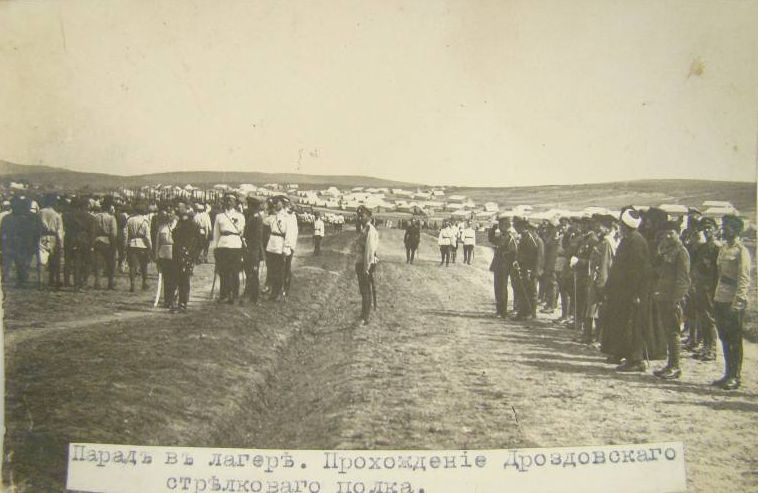
Парад Дроздовского стрелкового полка в Галлиполийском лагере

Питание в Константинополе было скудным. Все вывезенные из Крыма запасы были отобраны «союзными комиссиями» в счет обеспечения проживания армии. Если и оказывалась помощь, то только из благотворительных источников, так, например, один килограммовый хлеб выдавался на 16 человек или две галеты на два дня. В Галлиполи все питание французы взяли в свои руки. В залог за это были взяты все вывезенные запасы продовольствия и корабли.
С февраля 1921 года построенная русскими хлебопекарня выдавала ежедневно 15 тонн хлеба. В марте ежедневный паек включал 500 гр. хлеба, 200 гр. консервов, 100 гр. круп, а также немного жиров, соль, сахар.
Общая стоимость питания 1-го армейского корпуса за 10 месяцев обошлась французам в семнадцать миллионов франков, что было полностью оплачено вывезенными из Крыма товарами.
Для улучшения питания были приняты меры. Так, Корниловский Ударный полк арендовал клочок земли и ему удалось собрать с него небольшой урожай. В Дарданелльском проливе была организована рыбная ловля, которая, благодаря строгим мерам французов, смогла своими уловами только оплатить купленные снасти. Как массовое, но запрещенное явление, существовал «загон», продажа обмундирования и имущества на местном рынке.
Поступала помощь из благотворительных учреждений Бельгии, Греции и особенно из Америки. Благодаря деятельности майора Дэвидсона из Американского красного Креста до 1 августа всех грузов в лагерь прибыло около 1.500 тонн.
В Галлиполи армия разместилась в старых бараках и полуразрушенных войной домах, которые были плохим жильём в зимний период. В этих условиях начались болезни, за первые месяцы умерло около 250 человек. Это было одним из самых тяжелых испытаний Белой армии. Первое время Генерал Врангель смог посетить Галлиполи несколько раз официально, но затем был изолирован французами от русских частей. Сохранились редкие фотоснимки посещения генералом Врангелем Галлиполи и лагерей, сделанные иностранными корреспондентами и любителями из 1 Армейского Корпуса. Поддержанием духа воинов занимались Кутепов и Штейфон.

Для поддержания на должной высоте доброго имени и славы русского офицера и солдата, что особенно необходимо на чужой земле, приказываю начальникам тщательно и точно следить за выполнением всех требований дисциплины. Предупреждаю, что я буду строго взыскивать за малейшее упущение по службе и беспощадно предавать суду всех нарушителей правил благопристойности и воинского приличия…— Из приказа по 1-му Армейскому корпусу Генерала А. П. Кутепова

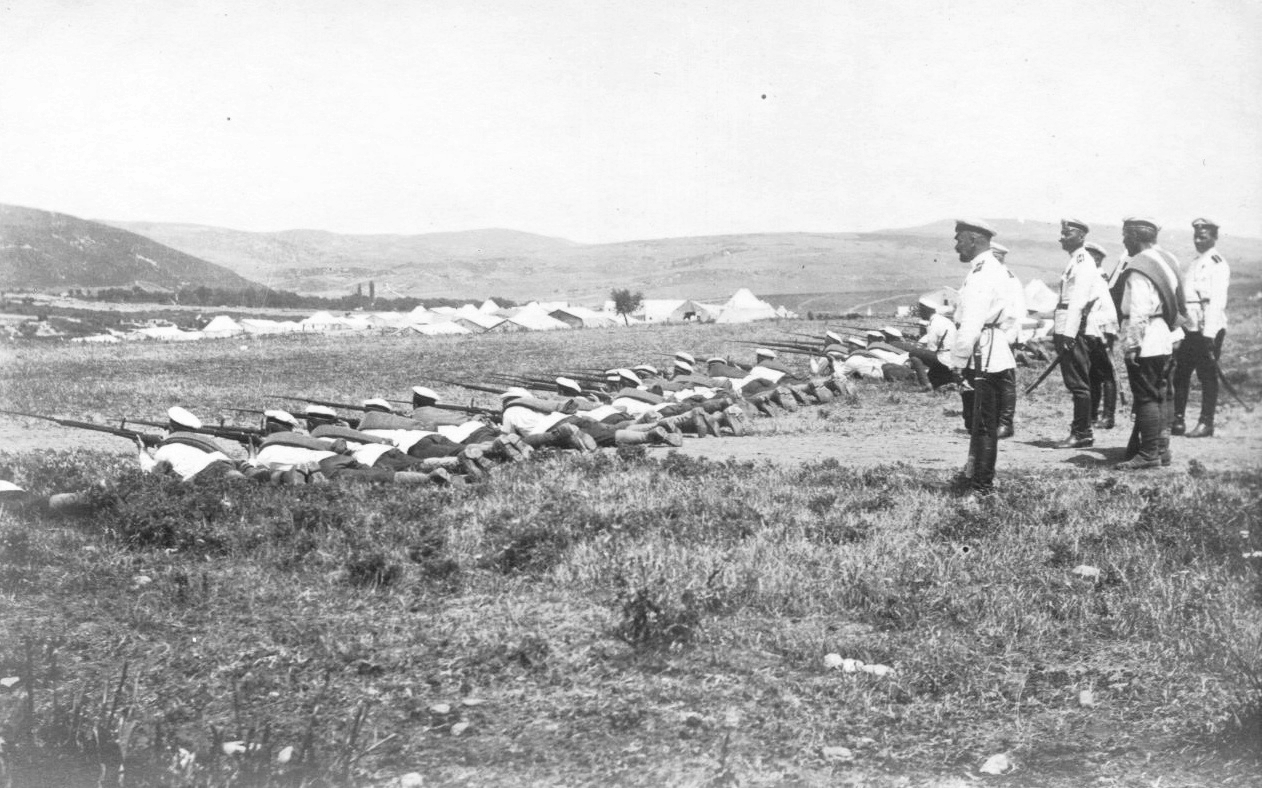
Генерал Кутепов на занятиях Марковской учебной команды

Благодаря волевой и энергичной деятельности генерала Кутепова разгромленная и фактически интернированная армия ожила.
Хотя и на пустой желудок, но с появлением построенной русскими инженерами узкоколейки на конной тяге приведение лагерной жизни в порядок пошло ускоренным темпом. Было подобрано и использовано все брошенное после войны турками и союзниками имущество. Несмотря на невыносимую тесноту в палатках, было приказано построить сплошные кровати, чтобы не спать на земле.
Перед передней линейкой каждого полка была построена «знаменная будка», где, например, у корниловцев хранились: Чёрно-Красное знамя 1-го Ударного Отряда, вручённое полку в первую великую войну в 1917 году самим генералом Корниловым; Георгиевское знамя бывшего Георгиевского батальона при Ставке Верховного Главнокомандующего в великую войну; Знамя 75-го пехотного Севастопольского полка, Знамя 133-го пехотного Симферопольского полка; Николаевское знамя 1-го Корниловского ударного полка; Николаевское знамя 2-го Корниловского ударного полка; Николаевское знамя 3-го Корниловского ударного полка и флаг Корниловской ударной дивизии (см. фотографию).
С 21 января 1921 года в полках начались регулярные занятия, а выправка и внешний вид частей постепенно принимали традиционный вид. С наступлением тепла все части, кроме корниловцев, перешли на белые гимнастерки и белые фуражки, получившие название «галлиполийки». Многочисленных гостей, включая представителей французского командования, поражали периодические парады, рассеивавшие ложные представления о разложении армии. С января-февраля в Галлиполи функционировали 6 военных училищ, в которых к 1 октября числилось 1482 юнкера, гимнастическо-фехтовальная школа, художественные и театральные студии, библиотека, разнообразные мастерские, гимназия, 7 храмов и даже детский сад. Проводились спортивные состязания, футбольные матчи и соревнования по плаванию.
Нарушителей дисциплины ждали три гауптвахты. Вместе с тем, в корпусе была активная культурная жизнь. Издавались машинописные журналы с массой стихов и рисунков, которые печатались в канцелярии штаба корпуса по ночам, когда были свободны пишущие машинки. Издавались также рукописные журналы с рисунками. Так, например, Николаевское кавалерийское училище издавало рукописный сатиристический журнал «Школьная Заря», где редактором был будущий знаменитый художник-каррикатурист С. Соловьев. Устраивались концерты, на которых часто выступала Надежда Плевицкая, жена командира Корниловского полка генерала Скоблина. Работали два театра: городской и лагерный. Выпускалась «устная газета», зачитывавшаяся по репродуктору.

Для поддержания на должной высоте доброго имени и славы русского офицера и солдата, что особенно необходимо на чужой земле, приказываю начальникам всех степеней строго следить за выполнением всех требований дисциплины. Вверенный мне корпус должен быть образцовым в войсках Русской Армии и пользоваться тем же уважением иностранцев, каким пользовалась Русская Армия— Приказ генерала Кутепова при высадке

По устройстве войск на новых местах главной заботой начальников всех степеней должно быть создание прочного внутреннего порядка во вверенных им частях. Дисциплина в Армии и на Флоте должна быть поставлена на ту высоту, какая требуется воинскими уставами, и залогом поддержания её должно быть быстрое и правильное отправление правосудия— Приказ генерала Врангеля от 1 декабря 1920 г.
Здания расположения частей в городе постепенно покрывались целыми картинами, так, к примеру, изображение Московского Кремля украшало одну из стен. В лагерях на знаменных площадках выкладывались картинки из камней. Росло уважение со стороны местного населения к русским, теперь для разрешения возникших споров турки обращались к Кутеп-паше. Постепенно армия создала вокруг себя атмосферу русской государственности.

## Конец Галлиполийского сидения

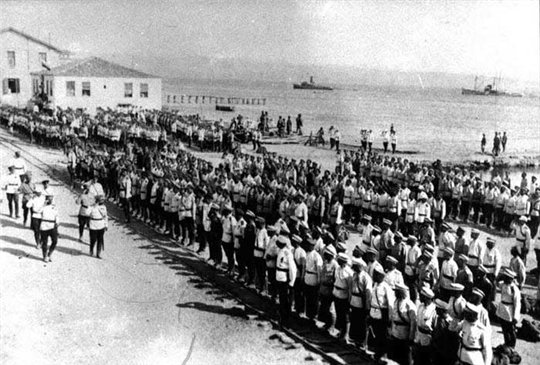
Генерал А. П. Кутепов обходит войска в Галлиполи перед отплытием в Болгарию. 1921 г.

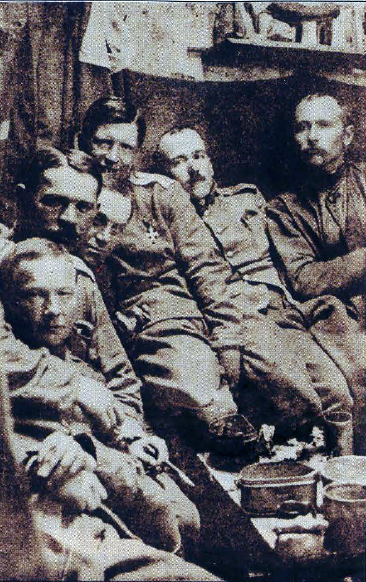
Галлиполи: в палатке марковского полка (ок. 1921)

Первый массовый отъезд из Галлиполи был спровоцирован через голову русского командования французами, предложившими желающим выехать на работу в Бразилию и предоставившими для этого пароходы. В мае 1921 года уехало около 3 тысяч человек. Поездка в Бразилию осуществлялась через остров Корсика. Разочаровавшись в условиях труда в Бразилии, через некоторое время многие вернулись обратно.

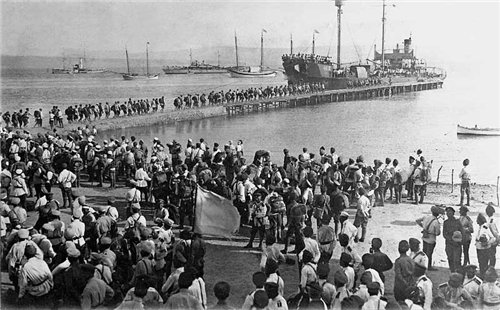
Отъезд первого эшелона кавалерии в Сербию

Русское командование, вынуждаемое французами и подгоняемое угрозой второй раз зимовать в Галлиполи, ускорило переезд всех оставшихся в Сербию и Болгарию, согласившихся принять части корпуса. В августе 1921 года уехали кавалеристы и первый эшелон пехоты. Отъезд продолжился в ноябре: в Болгарию уехали остатки штаба пехотной дивизии, Корниловский и Марковский полки, военные училища, офицерские школы и госпитали. Все оставшиеся части из лагеря были переведены в город.
8 декабря 1921 года через Салоники в Сербию уехали Николаевское кавалерийское училище, часть Технического полка, к тому времени переформированного в батальон, и передвижной отряд Красного Креста. А 15 декабря на борт парохода «Ак-Дениз» был погружен очередной эшелон, с которым в Болгарию выезжал командир корпуса со штабом. В Галлиполи в ожидании отправки в Сербию и Венгрию оставались часть Технического батальона и учебно-офицерский кавалерийский полк, сведенные в «Отряд Русской армии в Галлиполи» под командованием генерал-майора З. А. Мартынова. В 1922 году в Галлиполи был переведён из лагеря Кабаджа под Стамбулом Сводно-казачий технический полк в количестве 600 человек. Пребывание Донских казаков в 1922 году в Галлиполи является одной из малоизвестных страниц истории, так как практически отсутствуют воспоминания об этом подразделении и жизни в этот период. Пребывание казаков в 1922 году в Галлиполи лишь кратко описано в историческом сборнике Донского корпуса «Казаки в Чаталдже и на Лемносе».
Окончился период пребывания Русской Армии в Галлиполи отъездом 6 мая 1923 года «последних галлиполийцев» из отряда генерала Мартынова в Сербию, где они стали дорожными рабочими в местечке Кралево. В эмиграции галлиполийцы отличались особой спайкой и непримиримостью к большевизму.
В 1925 году состав корпуса, рассеянного по разным странам, включал 8705 человек, в том числе 6169 офицеров.

## Запись в Иностранный легион
Вербовкой эмигрантов, покинувших пределы России, французы занялись с первых же дней эвакуации, после того как в ноябре 1920 года генерал Петр Врангель со своей армией пересек Чёрное море и прибыл в Турцию. Первые записи в знаменитую после 1-й мировой войны французскую военную часть Иностранный легион были уже в турецких портах. Запись во французский Иностранный легион активно велась в Галлиполи, Лемносе, Константинополе и в Бизерте, где находились беженцы и эвакуированные части Русской армии. Полковник русской армии В. К. Абданк-Коссовский писал:
«Не успела русская эскадра с войсками ген. П. Н. Врангеля войти в Константинополь и стать на якорь в бухте Мод, на кораблях появились вербовщики в легион. С этого времени тысячи русских офицеров, солдат и казаков провели долгие годы военной страды под знаменами пяти полков легиона».
Всего в Легион на службу поступило более 10 000 бывших белогвардейцев за период 20-х — 30-х годов. В 1920-е годы русские составляли 12 % легионеров. Из казаков и корниловцев, прибывших в Бизерту был сформирован в городе Сусс 2-й кавалерийский полк Иностранного Легиона, состоявший только из русских.
Например, французскими вербовщиками объявлялось, что «умеющие ездить верхом могут быть отправлены во французскую армию в Леванте (на Ближнем Востоке), ведущую операции в Киликии». Записалось до 3 тыс. казаков, с которыми был заключен контракт на 5 лет.
Служил в иностранном легионе и поэт Николай Туроверов (с 1939 года):
Ты получишь обломок браслета.

Не грусти о жестокой судьбе,

Ты получишь подарок поэта,

Мой последний подарок тебе.

Дней на десять я стану всем ближе.

Моего не припомня лица,

Кто то скажет в далеком Париже,

Что не ждал он такого конца.

Ты ж в вещах моих скомканных роясь,

Сохрани, как несбывшийся сон,

Мой кавказский серебряный пояс

И в боях потемневший погон.
Белогвардейцы умели воевать, но многие из них были плохо приспособлены к гражданской жизни за границей, поэтому они и записывались в наёмники французского Иностранного легиона.
Всегда ожидаю удачи —

В висок, непременно — в висок!

С коня упаду на горячий

Триполитанский песок.

Не даром, не даром всё время

Судьба улыбалася мне:

В ноге не запуталось стремя, —

Сумел умереть на коне.

## Знак «Галлиполийский крест»

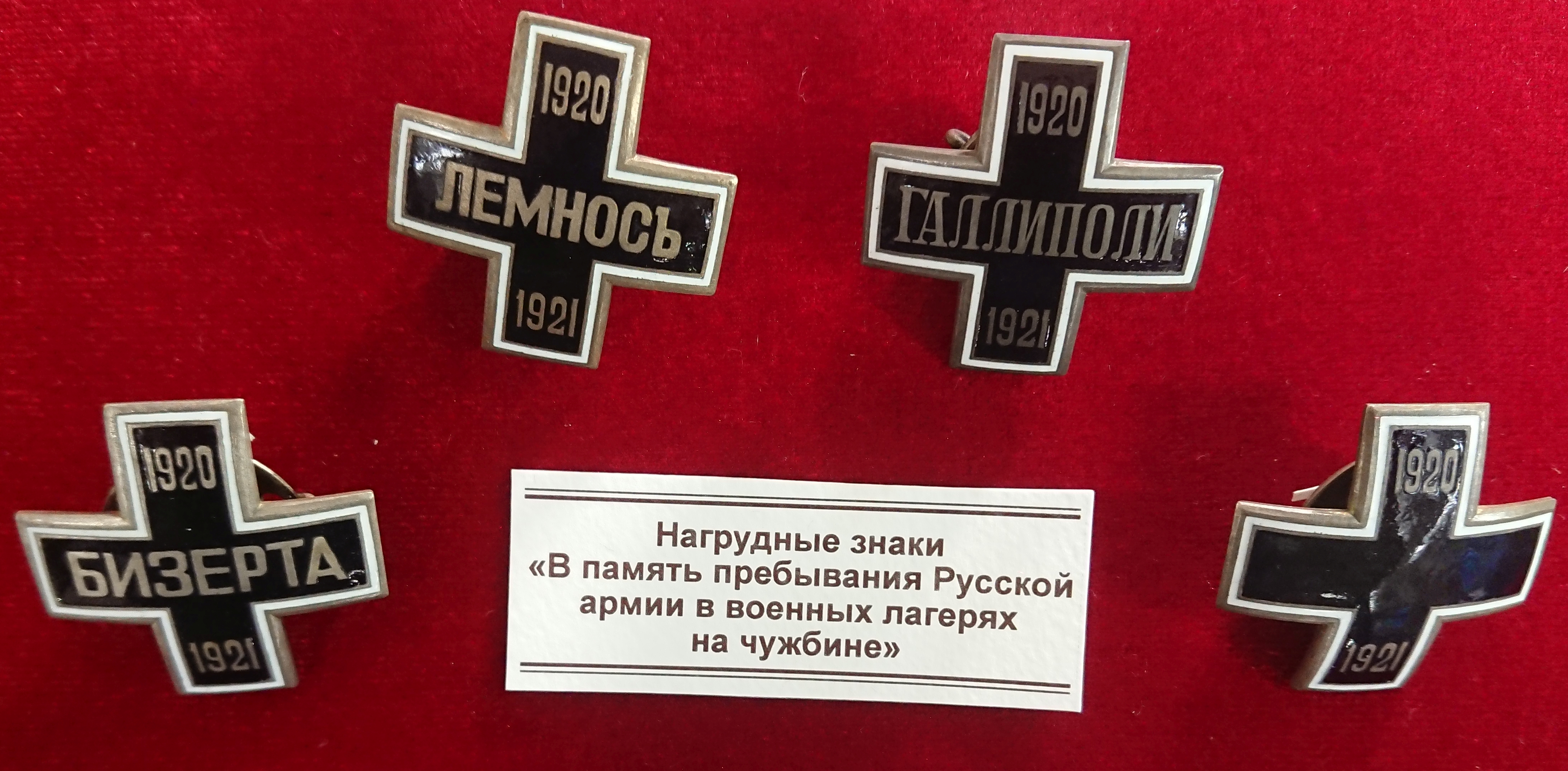
Нагрудные знаки «В память пребывания Русской армии в военных лагерях на чужбине». Слева направо: «Бизерта. 1920—1921», «Лемнос. 1920—1921», «Галлиполи. 1920—1921», «1920-1921 [без названия]»

Для отличия «галлиполийцев», проявивших выдержку и силу духа, честь и мужество, летом 1921 года был объявлен конкурс на лучший проект. Председателем комиссии «по выработке особого нагрудного знака» был назначен генерал-майор Пешня.
Проект знака был утвержден приказом генерала Врангеля № 369 от 15 ноября 1921 года. Знак в виде прямого плоского равноконечного железного креста с надписью: «Галлиполи» по горизонтали и датами «1920—1921» на верхнем и нижнем лучах креста. Надписи и ободок знака светлые, цвета металла, а фон покрыт чёрной эмалью.
Вскоре производство Крестов было налажено в мастерских Технического полка, а затем в Артиллерийской мастерской. Материалом для них служил различный металлический лом: консервные банки, части старых германских и турецких походных кухонь и повозок, пятнадцатисантиметровые германские снаряды, склад которых был обнаружен недалеко на берегу моря. Размеры знака варьировались от 32 до 37 мм. Знаки изготовлялись травлением железа или литьем из олова. На момент утверждения знака большая часть корпуса уже покинула Галлиполи, поэтому количество таких самодельных знаков не может быть значительным.
Распоряжением генерала Врангеля № 61 от 30 июня 1923 года для чинов отряда русских войск, дольше всех несших тяготы жизни в Галлиполи, были установлены новые даты на нагрудном знаке: «1920-1923». Прибывшие в 1922 году казаки технического полка из Кабакджи в Галлиполи имели право на ношение знака с надписями «Кабакджа — Галлиполи 1920—1922».
После переселения в славянские страны галлиполийцы, ещё продолжавшие носить военную форму, стали заказывать Кресты в частных мастерских.
Так, например, в Болгарии знак изготовлялся из бронзы; надпись, даты и края сторон золотились, а фон заполнялся чёрным матовым лаком. «Болгарские» Кресты были чуть больших размеров (39х39 мм), чем оригинальные, галлиполийской выделки.
Наконец, позже во Франции, в Париже, появились ещё более красивые и дорогие знаки, сделанные из бронзы или из серебра, покрытые чёрной эмалью, с белой узкой эмалевой полоской по внешнему краю и с серебряными надписью и датами.
Изготавливался и фрачный тип «галлиполийского» знака в виде миниатюрного эмалевого крестика из бронзы размером 17×17 мм. Галлиполийцев с таким знаком можно увидеть на фотографиях в Праге уже в 1923 году.
В основном «фрачники» выпускались во Франции и в Германии. Вскоре они стали членским значком Общества галлиполийцев.
Согласно Уставу Общества, утвержденному генералом Врангелем ещё в Галлиполи 22 ноября 1921 года и частично изменённому 22 ноября 1924 года, действительными членами Общества являлись все чины Русской армии, имеющие право на ношение нагрудного знака, а также женщины и дети, которые так же находились в галлиполийском лагере. На 15 марта 1925 года членов Общества галлиполийцев числилось: чинов 1-го армейского корпуса — 11 998 человек, казачьих войск — 131 человек.
Имеющим право ношения знака выдавалось удостоверение. Носился знак ниже орденов и медалей. К примеру, его можно увидеть на фотографии генерала Кутепова.
Символом единения галлиполийцев также стало кольцо с надписями «Галлиполи» и «1921», которое имели право носить все, находившиеся в русском военном лагере. Правила ношения кольца членами Общества Галлиполийцев также были утверждены Врангелем в 1921 году.

## Русские поэты и писатели о галлиполийцах
Иван Бунин, отвечая на вопросы белградской газеты «Галлиполи», писал 15 февраля 1923 года:

Галлиполи — часть того истинно великого и священного, что явила Россия за эти страшные и позорные годы, часть того, что было и есть единственной надеждой на её воскресение и единственным оправданием русского народа, его искуплением перед судом Бога и человечества.
Так оценивал «галлиполийское сидение» в 1927 году Иван Шмелёв:

Белое движение и завершившее его галлиполийство есть удержание России на гиблом срыве, явление бессмертной души Ея, — ценнейшего, чего отдавать нельзя: национальной чести, высоких целей, назначенных Ей в удел, избранности, быть может, — национального сознания. За это, за невещественное, за душу — бились Белые Воины…

## Иные высказывания о галлиполийцах и Галлиполи
Проявленные Галлиполийцами любовь к Родине и глубокое сознание правоты дела укрепили веру в спасение России и в достойное воздаяние всем её истинным сынам за перенесенные страдания.— В. Штрандтман, Российский посланник в Королевстве С. Х. С. (Белград)

Я, убеждённый пацифист (но не антимилитарист), признавал тогда, что в Галлиполи сохранилось ценное национальное достояние, частица немногого, оставшегося от всего русского богатства, что тут сохраняются физически и морально, куются и закаляются молодые силы, столь нужные для воссоздания государственной России на всевозможных поприщах : военном, гражданском, культурно-просветительном. Тысячи Галлиполийцев, обучающихся теперь в университетах и последующие горшие испытания Галлиполийцев в Болгарии, не сломившие и не распылившие их, тому порукой.
Галлиполи, как и Лемнос, будет красивой, трагической, славной страницей Русской истории.— Князь Павел Долгоруков, бывший член Государственной Думы, член Русского Национального Комитета в Белграде.
Галлиполи и Лемнос — это победа духа над материей. На тёмном фоне современной действительности, когда и государства, и народы, и люди за очень редкими исключениями руководствуются лишь материальными, эгоистическими интересами, отбросив вечные принципы христианской морали, такая победа есть чудо.

Галлиполи — чудо потому, что оно опрокинуло все человеческие предвидения: побеждённая, эвакуированная, интернированная Армия не только не разложилась, но возродилась, не только не распалась под напором лишений и угроз, но окрепла, спаялась и закалилась.
Явленная Галлиполи и Лемносом сила русского духа укрепила во всех нас надежду на окончательную победу над злом, покорившим Россию, и воскресила веру в свои собственные силы. Поэтому одни так злобно ненавидят Галлиполи, другие так любят и гордятся им.

Два чуждых русскому слуху слова — «Галлиполи» и «Лемнос» — приобрели право гражданства в русском языке и заслужили себе славные страницы в летописи Русской Армии.— Генерал-лейтенант Миллер
3 февраля 1923 г., Сремские Карловцы 

## Мемориал русским воинам в Галлиполи

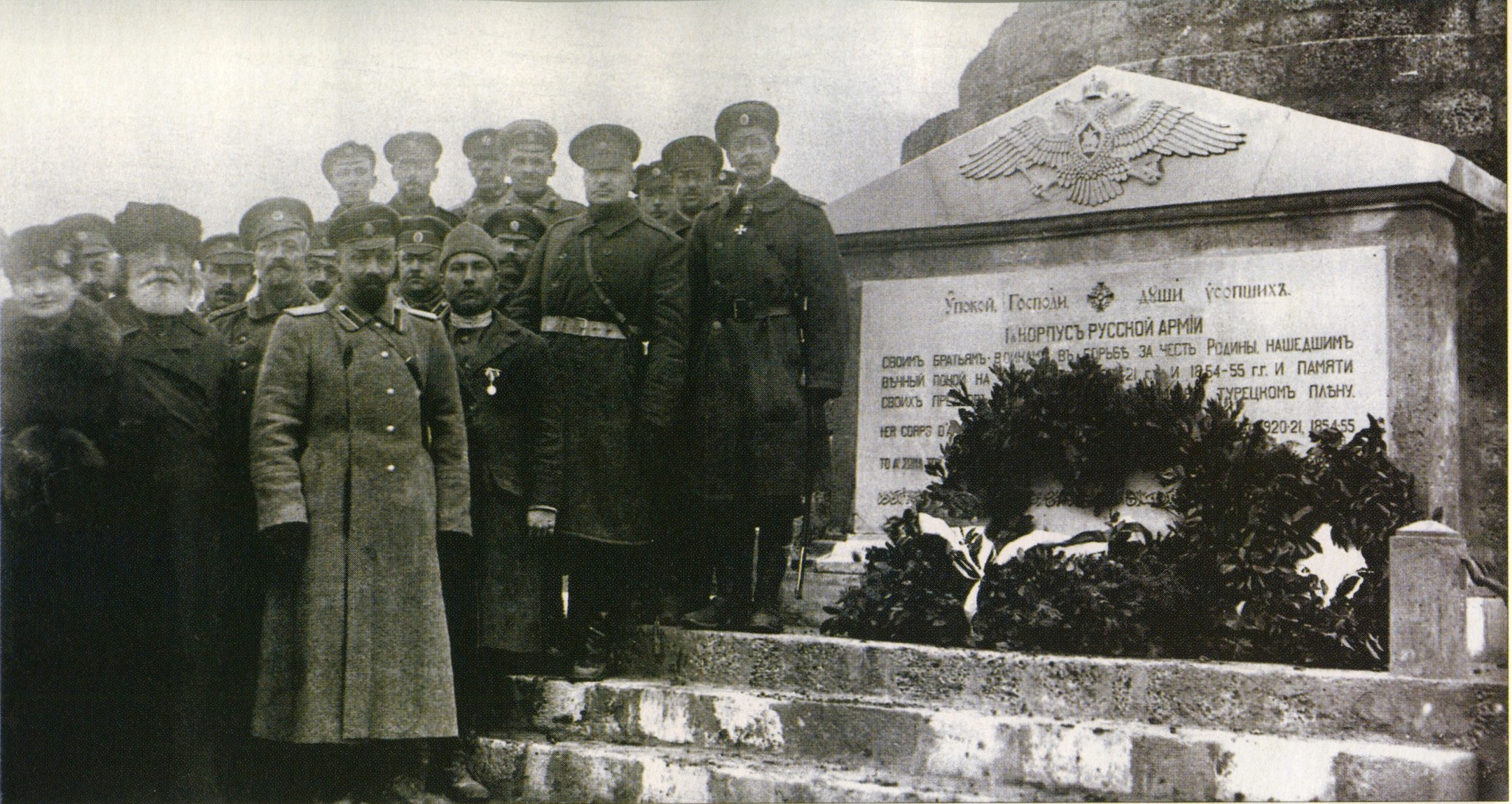
Генерал Кутепов у памятника русским воинам в Галлиполи

Для поднятия боевого духа и для увековечивания памяти тех, кто умер в Галлиполи, было решено установить памятник. Был объявлен конкурс, на который было представлено 18 проектов. Итоги конкурса были подведены приказом по 1-му Армейскому корпусу за № 234 от 20 апреля 1921 года, 1-й пункт которого гласил:

«Русские воины, офицеры и солдаты! Скоро исполняется полгода нашего пребывания в Галлиполи. За это время многие наши братья, не выдержав тяжелых условий эвакуации и жизни на чужбине, нашли здесь безвременную кончину. Для достойного увековечения их памяти воздвигнем памятник на нашем кладбище… Воскресим обычай седой старины, когда каждый из оставшихся в живых воинов приносил в своем шлеме земли на братскую могилу, где вырастал величественный курган. Пусть каждый из нас внесет свой посильный труд в это дорогое нам и святое дело и принесет к месту постройки хоть один камень. И пусть курган, созданный нами у берегов Дарданелл, на долгие годы сохраняет перед лицом всего мира память о русских героях…»

Памятник был установлен в центре Большого русского военного кладбища на северо-западной окраине города Галлиполи. Автор проекта и строитель — подпоручик Технического полка Н. Н. Акатьев. Памятник заложен 9 мая 1921 года. Построен как древний курган из принесенных русскими галлиполийцами 20 тысяч камней. Открытие памятника состоялось 16 июля 1921 года. С уходом последних галлиполийцев он был оставлен на попечение местных турецких властей, и простоял почти 30 лет. В 1949 году монумент был серьёзно поврежден в результате землетрясения. Длительное время он оставался в полуразрушенном состоянии, а затем был окончательно разобран. В 1950-е и 1960-е года галлиполийцы собирали пожертвования на восстановление разрушенного памятника на территории Западной Германии.
Впервые вопрос о восстановлении памятника российским воинам был поставлен по инициативе сотрудника журнала «Вокруг света» В. В. Лобыцина, активно занимавшегося русским культурным наследием за рубежом (в результате его активной деятельности на даче Генконсульства в Стамбуле была установлена мемориальная доска в память матросов подводной лодки «Морж», затонувшей в Босфоре и обустроены три братские могилы).
В 1995 году В. В. Лобыцин договорился с одной из организаций потомков белоэмигрантов во Франции о финансировании проекта, а также заручился поддержкой местных властей в вопросе по выделению муниципального участка недалеко от места первоначальной установки памятника. Для осуществления работ по восстановлению памятника необходимо было получение официального разрешения турецких властей. В 1996 году данный вопрос был поставлен Посольством России перед МИД Турции. В результате длительных усилий, предпринимавшихся российской стороной в сентябре 2003 года, турецкие власти дали разрешение на восстановление памятника российским воинам в Гелиболу (Галлиполи) «в соответствии с оригинальным проектом» (нота МИД Турции № 355007 от 2 сентября 2003 года).
Муниципалитет Гелиболу выделил под установку памятника земельный участок площадью 860 м² в районе старого «русского кладбища», расчистил его и огородил. Местные власти неизменно изъявляли готовность оказать всяческое содействие восстановлению памятника. В марте 2006 года российское Посольство направило письмо в адрес Регионального общественного фонда содействия укреплению национального самосознания народа «Центр национальной славы», как общественной организации, положительно зарекомендовавшей себя на историко-мемориальном поприще и способной осуществить восстановление Галлиполийского памятника. Указанное предложение было рассмотрено Фондом положительно.
В июле 2007 года на заседании попечительского совета программы «Восстановление памятника россиянам в Галлиполи (Гелиболу)» (Сопредседатель Попечительского совета программы восстановления памятника, Председатель Попечительского совета Центра Национальной Славы и Фонда Андрея Первозванного В. И. Якунин; Сопредседатель, Министр иностранных дел С. В. Лавров; Сопредседатель, Министр культуры и массовых коммуникаций А. С. Соколов) было принято решение о восстановлении мемориала. В ноябре 2007 года с турецкой строительной компанией был заключён контракт на его сооружение.
В январе 2008 года состоялась закладка памятника офицерам и солдатам Русской Армии, и всем русским людям, скончавшимся в галлиполийском лагере в 1920—1921 гг.
Монумент представляет собой копию памятника, возведенного в 1921 году по проекту подпоручика Н. Н. Акатьева, но разрушенного в результате землетрясения 1949 года. Для политической корректности с памятника убрали надпись про Запорожских казаков, скончавшихся в турецком плену. На новом памятнике отсутствует также надпись с обратной стороны с цитатой из приказа по 1-му Армейскому Корпусу «Пусть каждый из нас принесет по камню…» 17 мая 2008 года мемориал был торжественно открыт.
Помимо восстановления памятника, в Галлиполи был создан мемориальный комплекс, включающий в себя обширную обустроенную территорию, а также здание музея истории «галлиполийского сидения» с постоянно действующей экспозицией фотографий 1921 года из коллекции М. Блинова.
С 1 апреля 2011 года памятник в Галлиполи взят на попечение Правительства Российской Федерации в лице Россотрудничества.
Восстановленный памятник на Большом русском кладбище находится примерно в 100 метрах выше от реального местоположения бывшего кладбища, которое сейчас застроено домами. Исследования, проведенные М. Ю. Блиновым по старым и современным топографическим картам показали, что в некоторых местах могли сохраниться русские могилы вне фундаментов строений, но для этого необходимы определённые работы. С большой вероятностью сохранились и русские захоронения на бывшем Малом русском кладбище примерно в 250 метрах от восстановленного памятника. В связи с расширением границ турецкого кладбища русские могилы могут быть уничтожены (если они, конечно, сохранились) в ближайшие несколько лет.
Существовал также и памятник в лагерях в районе реки Мунит-бей. Сохранились остатки его основания, которые находятся на частной земле. Согласно исследованиям М. Ю. Блинова в районе лагерного кладбища могли также сохраниться русские могилы, так как никаких построек здесь не производилось. На другой стороне долины располагалось русское кладбище кавалерийской дивизии, где также могли сохраниться захоронения чинов 1 Армейского корпуса Русской армии.